# Бейимсаров
Бейимсаров (азерб. Bəyimsarov) — селение в Тертерском районе Азербайджана. Село располагается на равнине, в регионе Равнинный Карабах.

## География

Саров на карте Елизаветпольской губернии

Село Бейимсаров является центром Бейимсаровского сельского административно-территориального округа Тертерского района. Расположено на правом берегу реки Инджачай, на Карабахской равнине.

## Этимология

Саров на карте Елизаветпольской губернии

В документах до XVIII века упоминается под названием Саров. По сведениям местных жителей, это название было связано с тем что населённый путкит был основан семьями переселившимися из провинции Сараб находящийся в Южном Азербайджане. В дальнейшем, это село в качестве приданного было передано Азад-бейим — сестре Карабахского хана Мехтигулу хана, и по этой причине в начало названия села было добавлено слово "бейим".

## История

Саров на карте Елизаветпольской губернии

### Российская Империя
Во времена Российской Империи Бейим-Сароб находился в Елизаветпольской губернии, в Елизаветпольском уезде и назывался просто Сароб.
Согласно армянским источникам население села было полностью армянским.

### Советский период
В советское время в селе была построена новая школа, библиотека. Много жителей села  принимало участие в Великой Отечественной войне, из них многие получили различные награды и ордена.
Из-за начинающегося конфликта в Нагорном Карабахе армянское население села покинуло село в конце 1980х — начале 1990х годов (в нынешнее время многие саробские армяне проживают в Краснодарском крае).
После обострения конфликта село заселили азербайджанские беженцы из Карабаха.

## Экономика
Население села занято в сельском хозяйстве, выращивании хлопка, фруктовых деревьев, а именно персик, гранат, хурма, абрикос, тут и другие.

## Культура
У армян Сароба за длительный период жизни в окружении азербайджанских селений сложились свои этнокультурные особенности, немного отличные от общеармянских традиций. Например сложился свой саровский диалект армянского языка, относящийся к восточноармянской группе языков.

### Упоминание в литературе
- (арм.) Բուն Աղվանքի հայերեն վիմագրերը (Armenian Lapidary Inscriptions in Caucasian Albania Proper). Yerevan: Gitutiun Publishing, 1997.
- (арм.) Հյուսիսային Արցախ (Northern Artsakh). Yerevan: Gitutiun Publishing, 2004.
- Armenian Cultural Monuments in the Region of Karabakh. Trans. Anahit Martirossian. Yerevan: Gitutiun Publishing, 2001.